# Związek Banków Polskich
Der Związek Banków Polskich (ZBP, Verband polnischer Banken) ist die Interessenvertretung der Banken Polens mit Sitz in Warschau. Die Mitgliedschaft ist freiwillig und steht allen Kreditinstituten offen, die dem polnischen Bankenrecht unterliegen.
Gegründet wurde der Verband im Januar 1991. Aktueller Vorsitzender (2007) ist seit 2003 Krzysztof Pietraszkiewicz. Sein Stellvertreter ist Mieczysław Groszek. Im Jahr 2007 gab es 101 Mitglieder und acht assoziierte Mitglieder.
Der Verband ist Mitglied der European Banking Federation.

## Schuldner-Register
Der Verband führt ein Schuldnerregister, in das wöchentlich 6000 neue Einträge erfolgen. Außerdem melden hier wöchentlich 1500 Personen den Verlust ihres neuen Personalausweises. Insgesamt gibt es im Register 1,8 Mio. Positionen. Informationen darüber, wie Polen ihre Kredite abbezahlen, findet man im Büro für Kreditinformationen (Biuro Informacji Kredytowej, BIK). Es erfasst Daten von 16 Mio. Personen. Der ZBP, das BIK und das Büro für Wirtschaftsinformationen (Biuro Informacji Gospodarczej) InfoMonitor haben Zentren für Wirtschaftsinformationen (Centrum Informacji Gospodarczej, CIG) geschaffen, in denen 44 Mio. Daten über Verträge und Verpflichtungen von 17 Mio. Polen gespeichert sind. Es gibt neun Zentren in den größten Städten (Stand: Juni 2008). Später soll es einmal 50 CIG in ganz Polen geben.